# 旭村 (山口県)
旭村（あさひそん）は、山口県の北中部にあった村。
2005年（平成17年）3月6日に市町村合併により、現在は新しく新設された萩市の一部となっている。

## 地理
四方を山地に囲まれており、明木と佐々並の集落以外はほとんど非可住地である。
阿武川支流の佐々並川、明木川の流れに開けた平野に広がる。
明木、佐々並両地区の間は国道262号で連絡しているが、途中峠を越えなければならない。
気候は両地区とも冬季は寒冷だが、佐々並地区の方が明木地区より寒冷であり、積雪も多い。

### 隣接する自治体
- 萩市
- 山口市
- 阿武郡阿東町（現・山口市）、川上村（現・萩市）
- 美祢郡美東町（現・美祢市）

## 歴史
江戸期に、萩藩主毛利氏が参勤交代で萩から三田尻（現・防府市）に移動するために建設された萩往還沿いに、明木・佐々並の各宿場町が発展。現在も萩往還沿いに様々な遺跡をみることができる。

### 村名の由来
いくつかの説がある。
「旭日昇天」説
『旭村史』（1978年発行） には、「選定の理由は、「古来から日本の国を表徴するに、最も由緒深い旭に因み、万象を照らし、旭日昇天の如き村の発展を祈念して、本村名を命名した」と説明されている。」とある。
合成地名説
『日本歴史地名大系 第36巻』（1980年発行） には、「村名は明木村の『あ』と佐々並村の『さ』を組み合わせて佳字としたものである。」とある。

### 沿革
- 1955年（昭和30年）4月1日 - 明木村・佐々並村が合併して発足。
- 2005年（平成17年）3月6日 - 萩市・川上村・田万川町・むつみ村・須佐町・福栄村と合併し、改めて萩市が発足[1]。同日旭村廃止。

## 行政
旧明木村と旧佐々並村が合併し旭村となった際、役場の位置を決めずに合併し、定期的に役場を明木地区と佐々並地区の間で引っ越しを行うことになっていた（旧明木村役場と旧佐々並村役場のうち、一方を役場の本所に、もう一方を支所として、2年に1度役場本所と支所を入れ替えていた）。これは全国的にも珍しいシステムであり、引っ越しの様子はたびたび報道で紹介されていた。
しかし電算システムなどの都合により役場を一方に固定する必要が生じ、1995年（平成7年）より旧明木村役場に固定された。
2018年現在、明木地区に萩市役所旭総合事務所が、佐々並地区に萩市役所旭総合事務所佐々並支所がそれぞれ設置され、行政サービスを行っている。

## 経済
明木地区は萩地域の、佐々並地区は山口地域の経済圏にそれぞれ属している。

### 産業
両地区とも農業と林業が基幹産業であるが、林業は近年、後継者不足や割安な外国からの輸入材木のため衰退している。
最近では農産物の加工品を地元で販売するなど、観光業にも力を入れている。

## 地域
他の阿武郡の町村同様、過疎が進み高齢化率が上昇している。

### 教育
- 旭村立明木小学校
- 旭村立佐々並小学校
- 旭村立明木中学校
- 旭村立佐々並中学校

## 交通

### 鉄道
村内を鉄道路線は通っていない。鉄道を利用する場合の最寄り駅は、JR西日本山陰本線萩駅あるいは東萩駅。

### 路線バス
路線バスはJRバス中国と防長交通が運行しているが、明木より美東町方面へは防長交通が、明木より佐々並を経由して山口へ向かう路線はJRバス中国が運行をしている。
- JRバス中国防長線
- 防長交通

### 道路
村内を国道262号が通り、明木より主要地方道である山口県道32号萩秋芳線が分かれている。
一般国道
- 国道262号

主要地方道
- 山口県道10号山口福栄須佐線
- 山口県道32号萩秋芳線
- 山口県道62号山口旭線

一般県道
- 山口県道196号宮野上佐々並線
- 山口県道307号佐々並美東線
- 山口県道308号明木美東線
- 山口県道309号佐々並町絵美東線
- 山口県道312号矢代佐々並線
- 山口県道359号大下日南瀬線
- 山口県道360号笹尾筏場線

有料道路
- 萩有料道路（山口県道32号萩秋芳線 椿 - 明木）現在は無料になっている

## 名所・旧跡・観光
- 旭アクティビティパーク
- 道の駅あさひ
- 萩往還
- 萩市佐々並市伝統的建造物群保存地区 - 合併後の2011年に国の重要伝統的建造物群保存地区に選定された。

## その他
旭村内は萩警察署の管内であり、明木・佐々並両地区にそれぞれ駐在所が設置されている。